# Dictya lobifera
Dictya lobifera är en tvåvingeart som beskrevs av Charles Howard Curran 1932. Dictya lobifera ingår i släktet Dictya och familjen kärrflugor. Inga underarter finns listade i Catalogue of Life.